# Izoforon
Izoforon je α,β-nenasycený keton, bezbarvá až nažloutlá kapalina s vůní připomínající mátu. Používá se jako rozpouštědlo a jako surovina v organické syntéze.

## Reaktivita
Izoforon může být degradován reakcí s hydroxylovými radikály vytvořenými fotochemicky. Poločas této reakce je kolem pěti hodin.
Tato látka reaguje se silnými oxidačními činidly, silnými zásadami a aminy.

## Výroba
Izoforon se v přírodě nevyskytuje, na jeho výrobu bylo vyvinuto několik postupů. Nejčastěji používaná metoda zahrnuje autokondenzaci acetonu s KOH. Dehydrogenovaný aceton umožňuje uhlíkovým atomům na jedné molekule atakovat centrální (tedy karbonylový) uhlík druhé molekuly acetonu. Při této reakci vzniká diacetonalkohol (4-hydroxy-4-methylpentan-2-on)(1), jeho dehydratací se tvoří mesityloxid(2) a voda jako vedlejší produkt. Dehydrogenovaný aceton poté může dále v Michaelově reakci reagovat s mesityloxidem na 4,4-dimethyl-2,6-dioxoheptan-1-id (3), který atakuje vlastní karbonylový uhlík za vzniku 3-hydroxy-3,5,5-trimethylcyclohexan-1-onu (4). Dehydratací tohoto produktu se nakonec utvoří izoforon.
Jako katalyzátor se, má-li být vzniklý izoforon v kapalném skupenství, většinou používá jako katalyzátor smíšený oxid Mg1-xAlxO1+x. Pro syntézu izoforonu ve formě par je potřeba, aby autokondenzace acetonu proběhla při teplotě vyšší než 200 °C.

## Použití
Izoforon se používá jako rozpouštědlo v některých tiskařských inkoustech, barvách, lacích, lepidlech, kopolymerech, nátěrech a pesticidech, také jako meziprodukt v organické syntéze, složka podlahových tmelů a přípravků na konzervaci dřeva.

## Historie
Používání izoforonu jako rozpouštědla vyplynulo z výzkumu způsobů, jak likvidovat nebo recyklovat aceton, který je odpadním produktem při syntéze fenolu přes kumen.

## Izomery

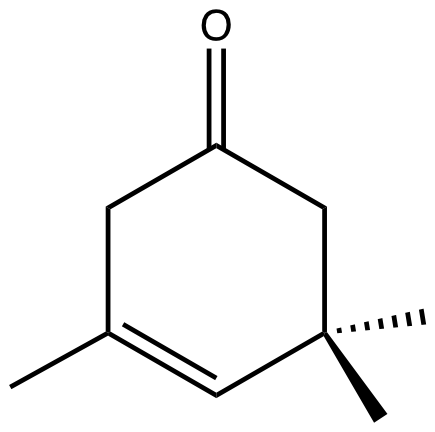
β-izoforon

Hlavním vedlejším produktem při vzniku izoforomu (někdy zvaného α-izoforon) je β-izoforon (3,5,5-trimethylcyclohex-3-en-1-on).

## Metabolismus
Izoforonu se lze vystavit třemi způsoby: vdechnutím, vstřebáním kůží a vypitím vody, která obsahuje tuto látku.
Těmito třemi způsoby může izoforon proniknout epitelovými tkáněmi, poté se stává toxickým.
Izoforon je dobře absorbován a je rozpustný ve vodě. Díky tomu jej nejpravděpodobněji lze nalézt v moči. Tyto údaje byly získány ze studií na krysách.
Téměř 93 % izoforonu, který se do těla dostane ústní dutinou, je během 24 hodin vyloučeno v nezměněné podobě, převážně močí a vydechovaným vzduchem. Distribuce izoforonu v organismu byla měřena pomocí radioaktivního značkování 14C, izotopu, který je dobře přijímán všemi tkáněmi. Nejvyšší koncentrace po 24 hodinách byly nalezeny v játrech, ledvinách a v předkožkových žlázách.
Moč také obsahovala tyto deriváty izoforonu:
- 3-karboxy-5[ujasnit] (vzniká methyloxidací)
- 5-dimethyl-2-cyklohexen-1-on (methyloxidace)

## Toxicita
Dobrovolníci, kteří bylo vystaveni izoforonu o koncentracích 40, 80, 200 a 400 ppm pocítili dráždění v nosu, krku a na očích. Lidské oči jsou drážděny už při koncentraci 25 ppm. Silnější dráždění očí a nosu nastalo při 200 až 400 ppm.

### Při dlouhodobém vystavení
Dlouhodobé vystavení izoforonu způsobuje nevolnost, únavu a depresi. Studie na zvířatech ukázaly, že dlouhodobé vdechování izoforonu ovlivňuje centrální nervovou soustavu. Minimální jsou důkazy o vadách a zpomalení růstu plodu při expozici izoforonu v průběhu těhotenství. Informace o případné reprodukční či vývojové toxicitě nebo karcinogenitě izoforonu nejsou k dispozici.
Dle studie na USA a Švédsku vyšší hladiny isoforonu ve vzduchu vedou k více narozeným synům oproti dcerám.